# عبدالله سیداحمدوف
عبدالله سیداحمدوف (ترکی آذربایجانی: Abdulla Seyidəhmədov؛ زادهٔ ۵ آوریل ۱۹۹۷) بازیکن فوتبال است.